# Salsa
|  | Aquest article tracta sobre Salsa. Vegeu-ne altres significats a «Salsa (ball)». |

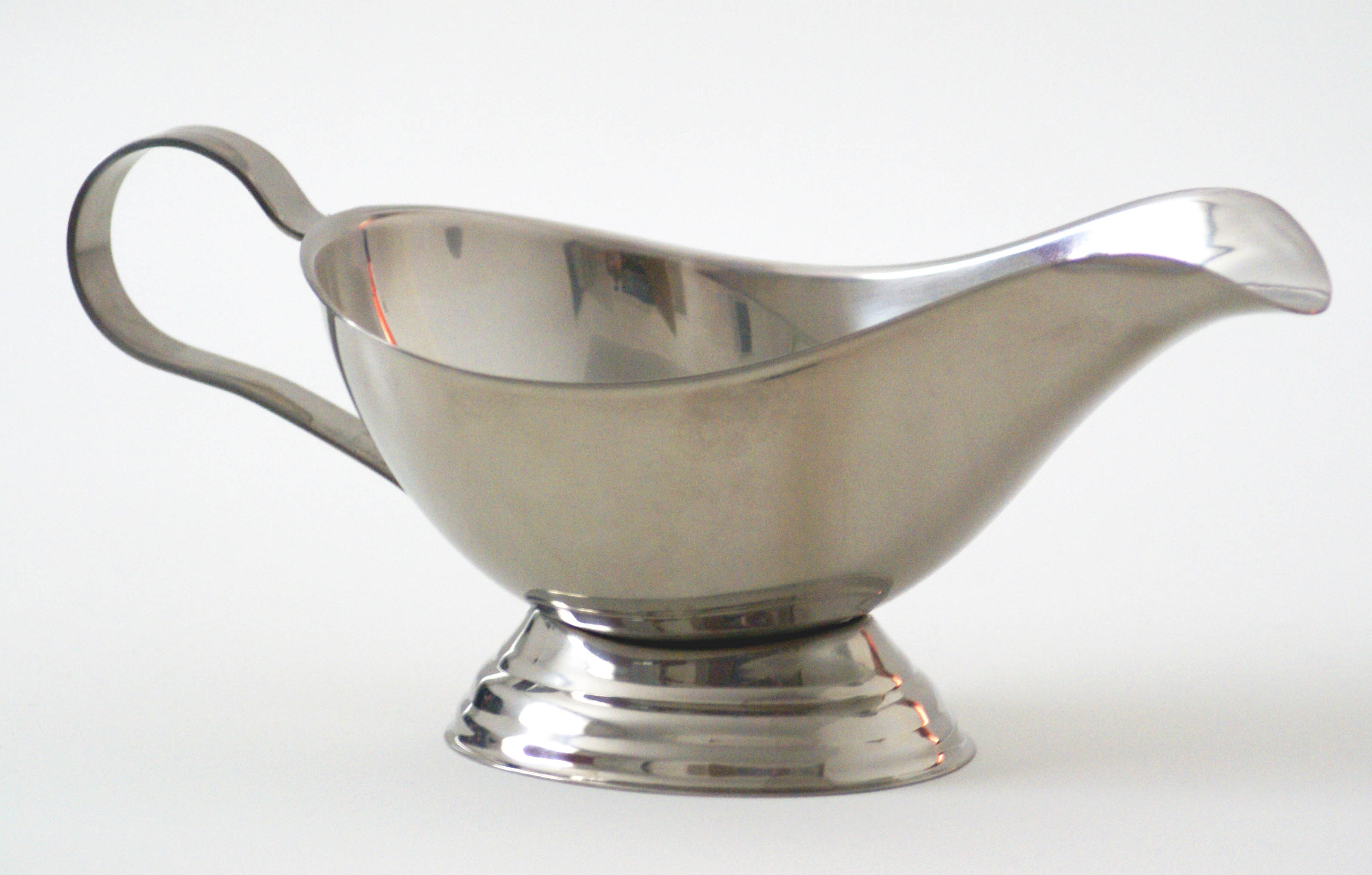
En la tradició europea, les salses són servides en una salsera.

En gastronomia en general, una salsa o mullador és una preparació culinària de consistència pastosa, cremosa o semi-líquida, utilitzada per a l'acompanyament de certs menjars. La majoria de salses tenen com a element principal un o més greixos als quals s'hi afegeixen, entre altres coses, condiments i espècies. També es poden preparar a partir d'una reducció de brou, anomenat fons.
Les salses admeten moltes categories: per temperatura (fredes o calentes), per sabor (dolços, picants, agres), per consistència, per estabilitat, etc.

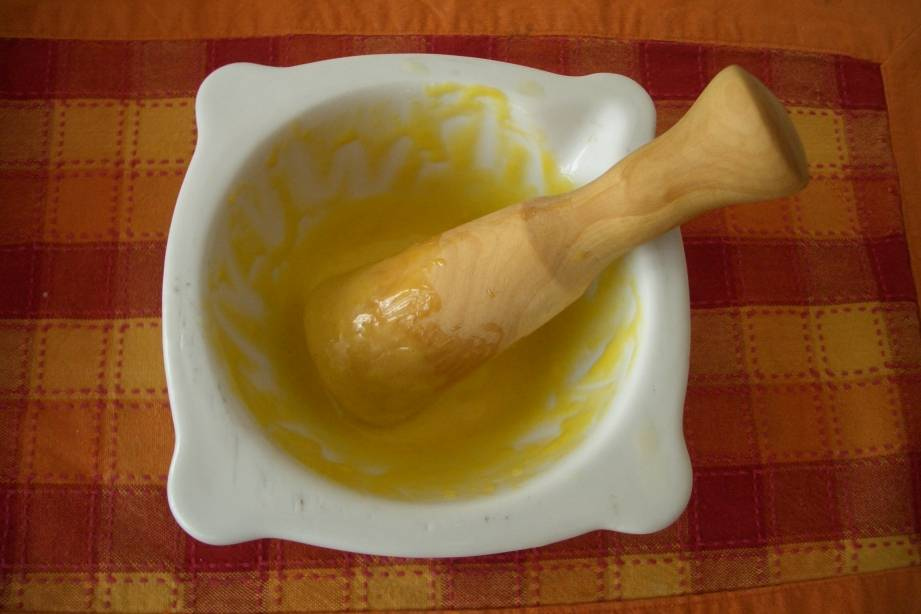
allioli a l'estil català

Més enllà d'un simple acompanyament, els cuiners subratllen que una salsa ha de posar en valor el plat que acompanya, tot creant una harmonia delicada amb aquest.
En els cursos de cuina tradicionals, les salses formen part del primer capítol, ja que es considera que la primera habilitat de tot cuiner ha de ser l'elaboració de salses.

## Etimologia
La paraula salsa prové del llatí salsus, participi del verb sallere (posar sal), que indica aquell aliment que és salat a causa de l'ús de sal en la seva elaboració.

## Història
Els primers indicis detallats de l'existència de salses es remunten als romans, que empraven el garum (que és la salsa reina de la cuina romana), elaborada amb intestins de peix (sobretot del verat de Cartago Nova) marinats en salmorra i fermentats al sol i condimentats amb espècies. D'aquesta salsa en testimonia el gastrònom romà Marc Gavi Apici al segle i aC al seu llibre De re coquinaria amb algunes denominacions com liquanum. També d'aquesta època l'emperador Domicià interrompé diverses vegades les discussions polítiques del Senat per saber quina salsa anava millor amb la rèvola que havia de ser preparada aquella nit en un banquet als seus convidats.
És molt possible que la cuina medieval a Europa tingués una existència pobra de salses i que els seus sabors fossin molt picants i agredolços. Una de les més conegudes era l'agràs (una mena de most no fermentat), la dodine i la cameline. Es fa una distinció entre salsa i grané (brou de carn esperat amb grans) que donà origen al gravy anglès. L'escriptor culinari medieval Guillaume Tirel menciona l'elaboració d'algunes salses al seu llibre Viandier.
Ja al segle xviii es comença a refinar i a tenir un sabor més aromàtic i elaborat. El sistema de cuina francesa comença a donar fruits en el terreny de l'elaboració de salses, d'aquesta manera François Pierre de la Varenne (segle XVII) comença a escriure els primers llibres de cuina sistematitzats. Marie-Antoine Carème (segle XVIII-XIX) ha estat un dels principals investigadors i classificadors de les diferents salses en quatre famílies: espanyola, alemanya, velouté i beixamel. Carème mostrà com era possible a partir d'aquestes quatre salses mare construir un sistema jeràrquic en l'elaboració de salses coneguda com el "sistema francès de salses". Auguste Escoffier (segle XIX-XX) promou l'art culinari a rang professional i revisa la classificació de les salses que anteriorment feu el seu compatriota Carème i en proposà el següent: espanyola, velouté, beixamel, holandesa i salsa de tomàquet. El sistema d'Escoffier és el que s'ha anat ensenyant als cuiners des del segle xx.
Al segle xx la nouvelle cuisine es caracteritzà per un rebuig dels plats combinats, de les salses espessades amb farina i de les verdures sobrecuinades. Es continua inventant noves salses com la salsa mil-illes. Les salses es comencen a fer servir als acompanyaments del menjar ràpid. Ja a començaments del segle XXI el cuiner català Ferran Adrià inventa una salsa gairebé 'ingràvida' que denomina aire i aplica el concepte de deconstructivisme a l'haute cuisine.

## Concepte
Les salses solen ser elaborades de moltes maneres, però un dels processos inicials és a partir d'un extracte de la substància d'un (o diversos) aliments en un líquid. Un dels processos més estudiats després de l'extracció a la cuina és l'espessant. Aquesta operació requereix de vegades un processat mecànic (colat, triturat, picat, etc.), tèrmic (fornejat, bullit, flamejat, etc.) o químic (gelatina, escumes, espessit, etc.). Les salses solen incorporar ingredients típics del país o lloc on s'elaboren, com ara l'oli d'oliva a les salses de la cuina mediterrània, els extractes de peix al Japó, o els derivats lactis a França.
Les salses compostes tenen diferents formes d'elaboració que poden anar des de la simple barreja d'ingredients com és el cas de les mediterrànies: pesto italià, la romesco catalana o la skordalia grega. Altres salses requereixen un grau més gran d'elaboració i es preparen en dues etapes o més. La primera etapa la formen les salses base preparades per endavant, com el brou, el fumet de peix o la salsa de tomàquet. A la següent etapa s'elaboren salses a partir de la salsa base, i s'anomenen salses mare com la beixamel. S'anomenen mare ja que en una tercera etapa permetran preparar altres salses com la mornay (que empra formatge fos i beixamel). Aquesta forma d'elaborar les salses ha donat lloc a taxonomies diverses de categorització de les "salses compostes" que es poden elaborar a la cuina i de les seves dependències jeràrquiques.

## Usos
El principal objectiu d'una salsa és servir d'acompanyament. Segons la textura, l'aroma o el sabor, una salsa pot acompanyar un plat tant cru com cuinat, fred o calent. En alguns casos la salsa forma part de la preparació d'un plat. En aquests casos se serveix el plat acompanyat de la salsa en un recipient a part que sol col·locar-se a taula perquè els comensals es dispensin a plaer i anomenat salsera. Als plats de pasta de la cuina italiana sovint la salsa emprada en la seva preparació es confon amb la denominació del plat, així es té la carbonara, la putanesca, etc. Un dels objectius secundaris a la cuina és la de fer servir la salsa en la decoració de plats, per això s'utilitzen els seus colors i les seves textures per dibuixar estructures estètiques.

## Salses als països catalans
A les Pitiüses, la Salsa de Nadal és una crema d'origen medieval elaborada a base d'ametlles, brou de gallina, ous, sucre i canyella. Algunes altres salses dels països catalans inclouen: allipebre, allioli, almadroc, anxovada, balandra, maionesa, olivada, picada, romesco, salsa balandra, salsa Espinaler, salsa mossona, salsa de Nadal, salvitxada, samfaina, sofregit, vinagreta i xató.

## Salses d'arreu
La varietat de salses i condiments d'arreu del món és infinita, i inclou algunes salses conegudes internacionalment i als Països Catalans, com ara la beixamel (de França), el curri (de l'Índia), el chimichurri (de l'Argentina), la harissa (del Magreb), el khrin o khren (d'Europa de l'Est), el mojo (de les Illes Canàries), el pesto (d'Itàlia), la salsa agredolça (de la Xina), la tapenada (d'Occitània), el txilindron (d'Aragó, Navarra i el País Basc), el txutni (chutney en anglès, de l'Índia o de l'Àsia meridional), el tzatziki (de Grècia, Turquia i Pèrsia) i el wasabi (del Japó), entre molts d'altres.
En alguns idiomes, com ara l'anglès, l'alemany i l'ucraïnès, la paraula "salsa", pres directament del castellà, es refereix exclusivament a les salses d'origen mexicà (i al ball d'Amèrica Llatina).